# Bollók János
Bollók János (Mezőkövesd, 1944. június 17. – Budapest 2001. október 5.), ókortudós, a nyelvtudomány doktora, műfordító, egyetemi tanár.

## Élete
Magyar-latin-ógörög szakon szerzett diplomát az ELTE Bölcsészettudományi Karán, később ugyanitt az Ókortudományi Tanszékcsoportjának vezetője, a Latin Nyelvi és Irodalmi Tanszék egyetemi tanára, a nyelvtudományok doktora, az MTA I. Nyelv- és Irodalomtudományok Osztályának tanácskozó jogú tagja, az Eötvös József Collegium igazgatója lett.
Széles körű érdeklődés jellemezte: egyaránt alkotó módon tudott hozzászólni az egyiptomi halottkultusz egyes problémáihoz, Anonymus Gesta Hungarorumának fordítási kérdéseihez, Szent Imre és Szent László alakjának a középkori legendákban betöltött szerepéről, illetve nevéhez fűződik II. Rákóczi Ferenc Vallomásai latinságának elemzése, a 18. századi Katona István kalocsai történetíró munkásságának vizsgálata.
A latin nyelvű irodalom minden korszakából fordított és számos ókori görög auctort ültetett át magyarra. Az általa magyarított szerzők és művek között megtalálhatjuk többek között Senecát, Firmicus Maternust, Lukianoszt, a Képes Krónikát, Műveinek teljes listáját a tiszteletére készült Genesia című tanulmánykötet sorolja föl.
Munkásságát 1980-ban Marót Károly-, 1995-ben Lénárd Sándor-díjjal ismerték el.
Az ELTE Eötvös József Collegiumában az ő nevét viseli a Bollók János Klasszika-filológia és Orientalisztika Műhely.

## Művei

### Tankönyvek
- Irodalom I. a középiskolák számára. Budapest, Nemzeti Tankönyvkiadó, 1999. ISBN 9631894436

### Tanulmányok
- Philologia Nostra. Bollók János összegyűjtött tanulmányai: https://mek.oszk.hu/19300/19321/19321.pdf
- Asztrális misztika és  asztrológia  Janus  Pannonius  költészetében.Budapest,  2003. Argumentum, 2003. ISBN 9789634462552

### Fordítások önálló kötetben
- Képes Krónika
- Firmicus Maternus: Asztrológia. A pogány vallások tévelygéséről
- Seneca: Az élet rövidségéről
- Seneca: A lelki nyugalomról
- Szent István király intelmei
- Kézai Simon: A magyarok viselt dolgai

### Fordítások gyűjteményes kötetben
- Lukianosz összes művei I-II. Bibliotheca Classica sorozat. Szerk. : Zsolt Angéla. Magyar Helikon. Budapest, 1974. ISBN 963-207-329-0, ISBN 963-207-337-1
- Seneca prózai művei I. Szenzár Kiadó. Kiadó 2002. ISBN 978-963-86151-9-0
- Seneca prózai művei II. Szenzár Kiadó, 2004. ISBN 978-963-86369-6-6
- Seneca drámái III. Szenzár Kiadó, 2006. ISBN 963-7014-16-0
- Sztoikus etikai antológia. Steiger Kornél (szerk.). Gondolat Kiadó, 1983
- Csodás evangéliumok. Szerk.: Adamik Tamás. Telosz Kiadó, 1996
- Apokalipszisek. Szerk.: Adamik Tamás.Telosz Kiadó, 1997

### Egyes művei online
- Szent László korának magyar értelmisége: https://web.archive.org/web/20140610021122/http://vigilia.hu/regihonlap/2000/11/bol0011.html
- Kísérlet Christanus Chesaeus "Historia Annae Kendi" című elégiája szövegének rekonstrukciójára :http://itk.iti.mta.hu/megjelent/2001-12/bollok.pdf
- Vitatható Philón-értelmezés? (Válasz Visi Tamásnak): http://www.atlantiszkiado.hu/pdf/szombat_96_3_2.pdf